# Gildo Arena
Ermenegildo ("Gildo") Arena (Napels, 25 februari 1922 – aldaar, 8 februari 2005) was een Italiaans waterpolospeler.
Gildo Arena nam als waterpoloër tweemaal deel aan de Olympische Spelen; in 1948 en 1952. In 1948 maakte hij deel uit van het Italiaanse team dat het goud wist te veroveren. Hij speelde zes wedstrijden en scoorde elf goals. In 1952 won Italië brons. Hij speelde in alle acht de wedstrijden.
Ermenegildo Arena · 
Emilio Bulgarelli · 
Pasquale Buonocore · 
Aldo Ghira · 
Mario Majoni · 
Geminio Ognio · 
Gianfranco Pandolfini · 
Tullo Pandolfini · 
Cesare Rubini · 
Luigi Fabiano (R) ·
Alfredo Toribolo (R)
Ermenegildo Arena · 
Lucio Ceccarini · 
Raffaello Gambino · 
Salvatore Gionta · 
Maurizio Mannelli · 
Geminio Ognio · 
Carlo Peretti · 
Vincenzo Polito · 
Cesare Rubini · 
Renato De Sanzuane · 
Renato Traiola